# Bataille de Portopí
Conquête de Majorque
Batailles
- Covadonga (722)
- Burbia (791)
- Lutos (794)
- Barcelone  (801)
- Clavijo (844)
- San Esteban de Gormaz  (917)
- Simancas (939)
- Barcelone (985)
- Torà (1006)
- Barbastro (1064)
- Sagrajas (1086)
- Quart (1094)
- Alcoraz (1096)
- Bairén (1097)
- Consuegra (1097)
- Uclès (1108)
- Croisade norvégienne (1108-1109)
- Valtierra (1110)
- Congost de Martorell (1114)
- Cutanda (1120)
- Fraga (1134)
- Oreja (1139)
- Ourique (1139)
- Coria  (1142)
- Santarém  (1147)
- Lisbonne  (1147)
- Santarém  (1184)
- Alarcos (1195)
- Al-Damus  (1210)
- Las Navas de Tolosa (1212)
- Majorque  (1229)
- Jerez (1231)
- Puig de Cebolla (1237)
- Séville (1247-1248)
- Salé (1260)
- Révolte mudéjar  (1264-1266)
- Écija (1275)
- Algésiras  (1278-1279)
- Moclín  (1280)
- Gibraltar  (1309)
- Gibraltar  (1315)
- Gibraltar  (1333)
- Tarifa / Río Salado (1340)
- Algésiras  (1342-1344)
- Gibraltar  (1349-1350)
- Gibraltar  (1411)
- Ceuta (1415)
- La Higueruela (1431)
- Campagne de Grenade (1482-1492) : Lucena - Grenade

La bataille de Portopí a lieu le 12 septembre 1229 entre la coalition chrétienne du roi Jacques Ier d'Aragon et les troupes almohades qui occupent l'île de Majorque. Elle se déroule en différents points dans l'actuelle Sierra de Na Burguesa, à mi-chemin entre l'actuelle station balnéaire de Santa Ponsa et la ville de Palma de Majorque. Il s'agit de la seconde grande bataille de la campagne de conquête de Majorque lancée par le roi d'Aragon.

## Contexte
Après plusieurs tentatives infructueuses visant à prendre le contrôle de l'île, l'armée de Jacques Ier parvient à débarquer dans la baie de Santa Ponsa le 10 septembre et à se déployer. Elle remporte une première victoire contre les musulmans, puis installe son campement. Le soir même, Jacques Ier apprend que le gouverneur almohade de l'île, Abu Yahya, rassemble ses troupes et quitte la capitale pour venir affronter l'armée chrétienne.

## La bataille
Le matin du 12 septembre, Guillaume de Montcade et son neveu Raymond se lancent avec leur armée à l'assaut de la position ennemie, forçant ainsi le reste de l'armée à les suivre. Selon Desclot, c'est le roi lui-même qui ordonne le début de l'attaque, envoyant les Montcade à l'avant-garde de ses troupes.
La première attaque des Montcade contre les musulmans débute au pied des montagnes. Les chrétiens semblent d'abord avoir l'avantage, mais ils sont ensuite encerclés par des forces supérieures en nombre. Les deux chevaliers périssent, avec d'autres, dans le combat qui s'ensuit. La tradition raconte qu'ils sont faits prisonniers puis décapités par les musulmans. C'est l'évêque de Barcelone, Berenguer de Palou, qui annonce la mort des deux hommes au roi d'Aragon.
Jacques Ier, qui ignore encore la mort de ces hommes, suit le même chemin, avançant avec le reste de l'armée, avec l'intention de les rejoindre et de participer ensemble à la bataille. Il rencontre l'ennemi dans les hautes terres.
Au plus fort de la bataille, apercevant un important contingent de cavalerie musulmane qui force l'armée de Nuño Sánchez à battre en retraite, le Conquérant s'exclame : « Vergonya, cavallers, vergonya ! » (« Honte à vous, chevaliers ! Honte à vous ! »), face à la peur manifestée par certaines troupes catalanes,.
À la fin de la journée, après des combats successifs dans différents points de la montagne, le roi et son armée forcent les musulmans se retirer et gagnent ainsi une position stratégique d'où ils peuvent contempler la capitale. Ils se reposent et passent la nuit à Bendinat.

## Conséquences

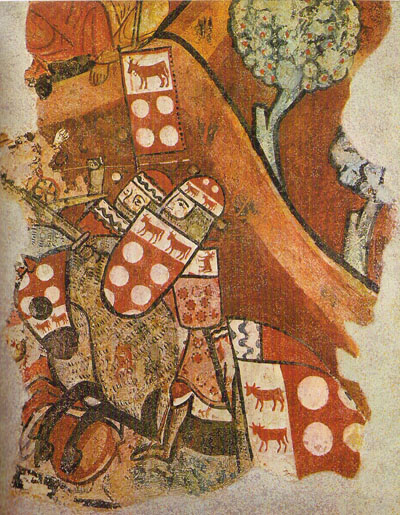
Guillaume de Montcade, mort au combat.

Le 13, le camp est fortifié par des tranchées. Les galères royales entrent dans la baie de Palma. Le 14, les Aragonais rendent un hommage funéraire aux Montcade. Le roi d'Aragon entame ensuite le siège de la ville de Medina Majorca, où est stationnée la majeure partie de l'armée musulmane. Après un siège de trois mois, la ville capitule. La conquête de l'île est achevée trois ans plus tard, en 1232, avec la destruction des derniers groupes de rebelles.

## Monuments

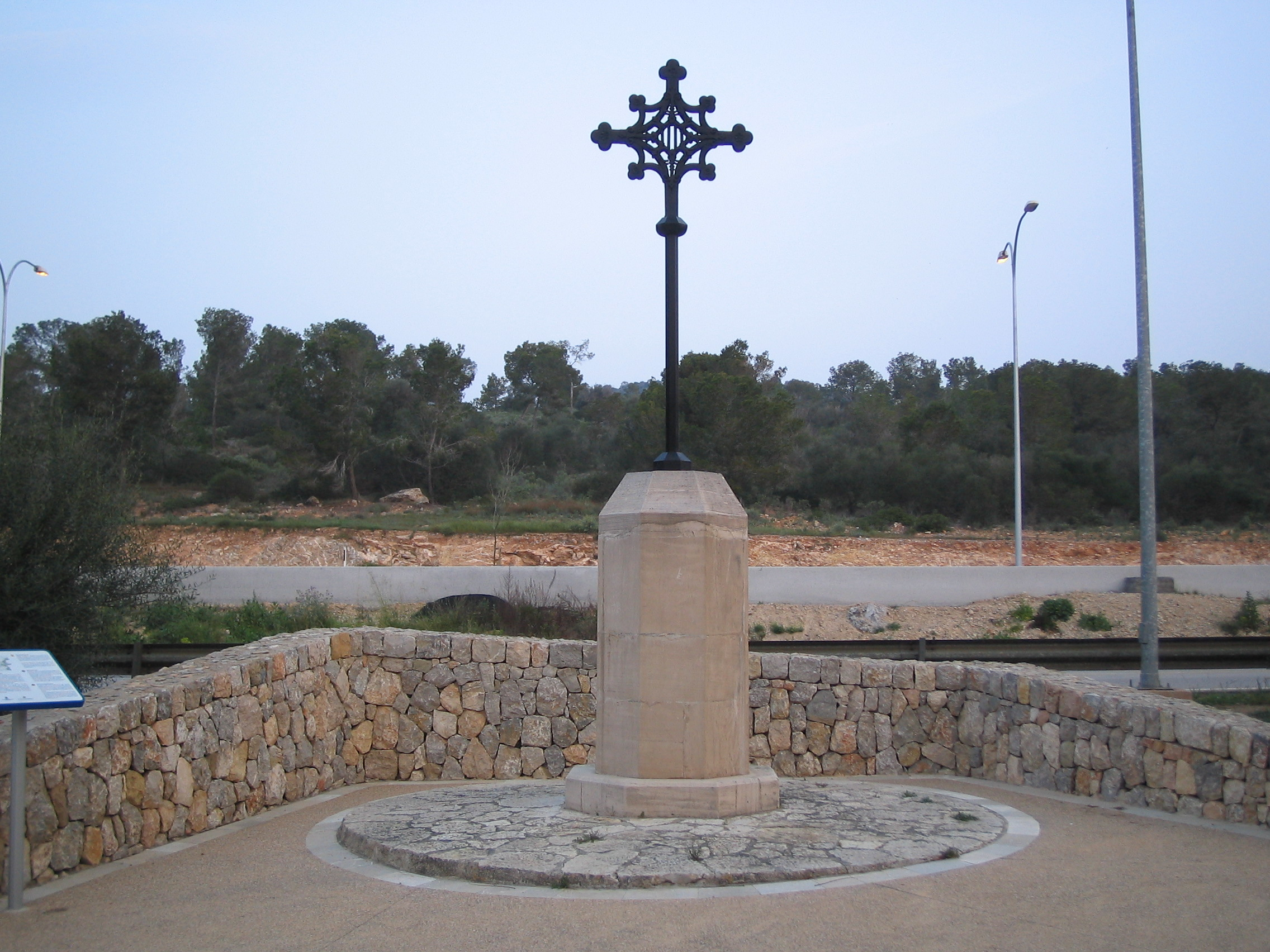
Monument situé à l'endroit où Guillaume et Raymond de Montcade furent enterrés, faisant partie du réseau du Paseo Calviá.

Plusieurs monuments de Majorque commémorent la première phase de la conquête de l'île. À l'initiative d'un groupe de Catalans et d'écrivains du sud de la France, la « Creu de Montcada » (« Croix de Montcade ») a été érigée en 1887. Ce monument se dresse à l'endroit où, selon la tradition, les deux nobles sont morts : au kilomètre 14 de l'ancienne route de Palma à Andrach, l'actuel Paseo Calviá. L'œuvre, conçue par Tomás Vila (1893–1963), se compose d'un piédestal en pierre de Santanyí et d'une grande croix gothique. La traditionnelle Barras de Aragón, symbole héraldique par excellence de la Couronne, est représentée au centre de cette croix. Un côté de la base porte les armoiries des Montcade et l'autre les dates commémoratives. La cérémonie d'inauguration du monument et l'hommage aux nobles furent organisés et dirigés par le chanoine littéraire Colell, auquel participa également Jacinto Verdaguer.
En 1929, pour commémorer le sept centième anniversaire de la bataille, un édifice de style néo-romanesque, appelé « Ermita de la piedra sagrada », fut érigé entre le Puig de sa Ginesta et le Puig d'en Zaragoza. Ce sanctuaire doit son nom au fait qu'il abrite la pierre qui servit d'autel à la première messe célébrée par les conquérants avant leur première bataille.
La « Creu del Desembarcament » (« Croix du Débarquement ») fut également inaugurée à Santa Ponsa cette année-là. Il s'agit d'une œuvre de Vila, comme la précédente. Les reliefs du socle évoquent les huit phases de la conquête de l'île, dont la bataille de Portopí.